# Tipasa boopis
Tipasa boopis là một loài bướm đêm trong họ Noctuidae.